# Golovinomyces cichoracearum
Espèce

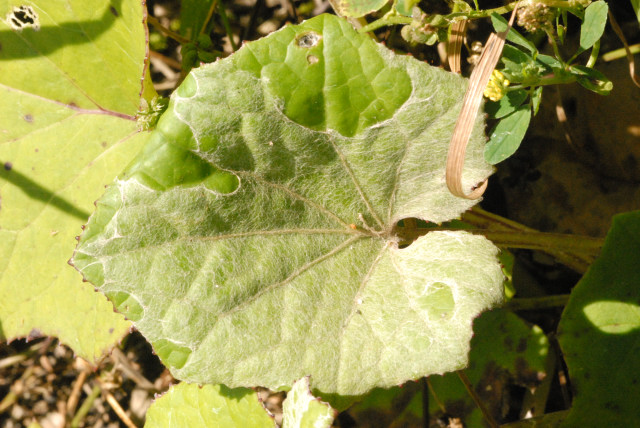

Golovinomyces cichoracearum (synonyme : Erysiphe cichoracearum) est une espèce de champignons ascomycètes de la famille des Erysiphaceae.
Ce champignon phytopathogène est responsable de formes d'oïdium chez diverses plantes cultivées, notamment de l'oïdium de la pomme de terre et de l'oïdium des cucurbitacées.

## Synonymes
Selon Catalogue of Life (11 octobre 2014) :
- Erysiphe ambrosiae Schwein. 1834,
- Erysiphe cichoracearum DC. 1805,
- Erysiphe cichoracearum var. cichoracearum DC. 1821,
- Erysiphe cichoracearum f. cichorii S. Blumer 1922,
- Erysiphe cichoracearum var. fischeri (S. Blumer) U. Braun 1981,
- Erysiphe cichoracearum var. latispora U. Braun 1983,
- Erysiphe cichoracearum var. luvungae M.S. Patil & Maham. 1999,
- Erysiphe cichoracearum var. saussureae Y.S. Paul & V.K. Thakur 2006,
- Erysiphe cichoracearum var. transvaalensis G.J.M. Gorter & Eicker 1983,
- Erysiphe fischeri S. Blumer 1933,
- Golovinomyces ambrosiae (Schwein.) U. Braun & R.T.A. Cook 2009,
- Golovinomyces cichoracearum var. cichoracearum (DC.) V.P. Heluta 1988,
- Golovinomyces cichoracearum var. fischeri (S. Blumer) U. Braun 1999,
- Golovinomyces cichoracearum var. latisporus (U. Braun) U. Braun 1999,
- Golovinomyces cichoracearum var. transvaalensis (G.J.M. Gorter & Eicker) U. Braun 1999,
- Golovinomyces fischeri (S. Blumer) U. Braun & R.T.A. Cook 2009,
- Oidium asteris-punicei Peck 1911,
- Oidium latisporum U. Braun 1982,
- Oidium tabaci Thüm. 1878.

## Liste des variétés
Selon NCBI (18 sept. 2011) :
- variété Golovinomyces cichoracearum var. cichoracearum